# Cantó de Quilhan

El cantó de Quilhan a l'Aude

El cantó de Quilhan és un cantó francès del departament de l'Aude, a la regió d'Occitània. S'inclou al districte de Limós, té 18 municipis i el cap cantonal és Quilhan.

## Municipi
- Bèlvianes e Cavirac
- Brenac
- Campanha d'Aude
- Codonhs
- Esperasan
- Fan
- Ginòlas
- Granes
- Marsan
- Nebiàs
- Quilhan
- Quirbajon
- Rovenac
- Sant Ferriòl
- Sant Jolian de Bèc
- Sant Just del Besun
- Sant Loís e Paraon
- Sant Martí de Lis